# IXS Downhill Cup
Der iXS Downhill Cup ist eine internationale Rennserie im MTB-Downhill unterhalb des iXS European Downhill Cups, die in Europa ausgetragen wird.

## Beschreibung
Der iXS Downhill Cup entstand zur Saison 2018 durch die Fusion des iXS German Downhill Cups und des iXS Swiss Downhill Cups. Damit wurde auf das veränderte Verhalten von Teilnehmern reagiert, die ihre Rennen unabhängig von der Cupzugehörigkeit ausgesucht haben und dadurch die Rolle als Rennserie abgenommen hat. Die Rennserie besteht aus ca. 6 bis 8 Rennen vorrangig in Deutschland und in der Schweiz. Durch die Schaffung einer gemeinsamen Rennserie unterhalb des iXS European Downhill Cup können aber auch Wettbewerbe in anderen europäischen Ländern in die Serie aufgenommen werden. Da beide Serien vom selben Unternehmen organisiert werden, ist auch ein Wechsel der Austragungsorte zwischen den Serien z. B. bei finanziellen Engpässen möglich.
Die Rennen werden nach den Regeln der UCI ausgetragen und im Rennkalender der UCI in Class 2 eingestuft. Die Wettbewerbe sind für Profis und Amateure einschließlich Teilnehmer außerhalb von Europa offen. Neben einer internationalen Rangliste gibt es gesonderte Ranglisten für deutsche und Schweizer Fahrer.

## Sieger der Gesamtwertung
| Männer - 2022 Nils Klasen - 2021 Felix Bauer - 2020 wegen COVID-19-Pandemie abgesagt - 2019 Thanasis Panagitsas - 2018 Benny Strasser | Frauen - 2022 Sabine Vicze - 2021 Justine Welzel - 2020 wegen COVID-19-Pandemie abgesagt - 2019 Kathrin Stöhr - 2018 Kim Schwemmer |